# 1933 în informatică
- 1932 în informatică — 1933 în informatică — 1934 în informatică

1933 în informatică a însemnat o serie de evenimente noi notabile: